# Автодорога Р-07 (Украина)
Автодорога Н - 26 — автомобильная дорога на территории Украины национального значения: Чугуев — Старобельск — Меловое.
Проходит на территории Харьковской и Луганской областей. Начинается в Чугуеве, проходит через Шевченково, Купянск, Сватово, Старобельск, Беловодск и заканчивается в поселке Меловое Луганской области и далее продолжается на территории России.

## Общая длина
Общая длина автотрассы Н 26 составляет 298,3 км.

## Маршрут

### Населённые пункты
Харьковская область
Чугуевский район (Чугуев — Коробочкино — Дослидное)
Шевченковский район (Худоярово — Шевченково — Огурцовка — Первомайское)
Купянский район (Купянск — Кучеровка — Петропавловка — Крахмальное)
Луганская область
Сватовский район (Новосёловское — Сватово — Мостки)
Старобельский район (Калмыковка — Старобельск)
Беловодский район (Евсуг — Беловодск)
Меловский район (Стрельцовка — Новострельцовка — Заречное — Великоцк — Меловое)

### Пересечения с другими дорогами
| Чугуев      | E 40 • М-03                           |
| Огурцовка   | Т-2110                                |
| Купянск     | Т-2109                                |
| Сватово     | Т-1303 • Т-1307 • Т-1312              |
| Старобельск | Н-21Т-1305 • Т-1302 • Т-1308 • Т-1313 |
| Беловодск   | Т-1314                                |
| Меловое     | Т-1307                                |